# Atletica leggera ai Giochi della XXX Olimpiade - Salto in lungo femminile

Video ufficiale della Finale

Ai Giochi della XXX Olimpiade, la competizione del salto in lungo femminile si è svolta il 7 e l'8 agosto presso lo Stadio Olimpico di Londra.

## Presenze ed assenze delle campionesse in carica
Per i campionati europei si considera l'edizione del 2010.
| Competizione         | Atleta            | Prestazione | Londra 2012 |
| -------------------- | ----------------- | ----------- | ----------- |
| Olimpiadi 2008       | Maurren Maggi     | 7,04 m      | Presente    |
| Commonwealth 2010    | Alice Falaiye     | 6,50 m      | Assente     |
| Europei 2010         | Ineta Radēviča    | 6,92 m      | Presente    |
| Asiatici 2010        | Jung Soon-Ok      | 6,53 m      | Assente     |
| Panamericani 2011    | Maurren Maggi     | 6,94 m      | Presente    |
| Africani 2011        | Blessing Okagbare | 6,50 v m    | Presente    |
| Mondiali 2011        | Brittney Reese    | 6,82 m      | Presente    |
|                      |                   |             |             |
| Mondiali junior 2008 | Ivana Španović    | 6,61 m      | Presente    |

## La gara
Qualificazione difficile per la campionessa mondiale in carica, Brittney Reese: i primi due salti sono nulli. Alla terza prova infila un 6,57 che le consente di accedere alla finale come nona su dodici. È più sfortunata l'olimpionica in carica Maurren Maggi che rimane fuori dalla finale con 6,37.
Il miglior salto è della britannica Shara Proctor con 6,83. Non si ripeterà in finale.
Al primo turno di finale il salto più lungo è della lettone Ineta Radēviča (6,88). Alla seconda prova la Reese piazza un 7,12 che mette a tacere le avversarie. La russa Elena Sokolova le risponde con 7,07 (nuovo primato personale), ma nei salti seguenti non si migliora. Alla quinta prova la statunitense Janay DeLoach atterra a 6,89, scalzando dal podio la Radēviča per un solo cm. 
La leader della classifica ha totalizzato quattro nulli su sei salti. Al contrario, Elena Sokolova ha effettuato sei salti validi.

## Risultati

### Finale
| Migliore atleta in attività | 7,27       | Irina Melešina | Squalif. |
| Primatista stagionale       | 7,15 (1/7) | Brittney Reese | Presente |

1. ↑  Stabilito nel 2004.
2. ↑  Il 24 aprile la Federazione russa squalificò l'atleta per due anni per doping.
3. ↑  Alla data del 20 luglio 2012.

| Pos     | Atleta                      | Età | Paese         | 1º   | 2º   | 3º   | 4º   | 5º   | 6º   | Risultato | Note                          |
| ------- | --------------------------- | --- | ------------- | ---- | ---- | ---- | ---- | ---- | ---- | --------- | ----------------------------- |
| Oro     | Brittney Reese              | 26  | Stati Uniti   | x    | 7,12 | x    | x    | 6,69 | x    | 7,12      |                               |
| Argento | Elena Sokolova              | 26  | Russia        | 6,80 | 7,07 | 6,84 | 6,93 | 6,78 | 6,79 | 7,07      | Miglior prestazione personale |
| Bronzo  | Janay DeLoach               | 27  | Stati Uniti   | 6,77 | x    | 6,71 | 6,74 | 6,89 | x    | 6,89      |                               |
| 4       | Ineta Radēviča              | 31  | Lettonia      | 6,88 | 6,77 | 6,74 | x    | x    | 6,79 | 6,88      |                               |
| 5       | Ljudmila Kolčanova          | 33  | Russia        | x    | x    | 6,76 | 6,44 | x    | 5,97 | 6,76      |                               |
| 6       | Éloyse Lesueur              | 24  | Francia       | 6,57 | x    | x    | x    | 6,67 | x    | 6,67      |                               |
| 7       | Shara Proctor               | 24  | Gran Bretagna | 6,55 | x    | 6,37 | –    | –    | –    | 6,55      |                               |
| 8       | Veronika Šutkova            | 26  | Bielorussia   | 6,37 | 6,54 | 6,53 | –    | –    | –    | 6,54      |                               |
| 9       | Ivana Španović              | 22  | Serbia        | 4,29 | 6,33 | 6,35 | –    | –    | –    | 6,35      |                               |
| dq      | Anastasija Mirončyk-Ivanova |     | Bielorussia   | 6,61 | 6,62 | 6,54 | 6,72 | x    | 4,55 | 6,72      |                               |
| dq      | Karin Mey Melis             |     | Turchia       | –    | –    | –    | –    | –    | –    | dns       |                               |
| dq      | Anna Nazarova               |     | Russia        | x    | 6,77 | x    | 6,56 | 6,45 | 6,62 | 6,77      |                               |